# Echinopsis tubiflora
Echinopsis tubiflora là một loài thực vật có hoa trong họ Cactaceae. Loài này được (Pfeiff.) Zucc. ex A.Dietr. mô tả khoa học đầu tiên năm 1846.

## Hình ảnh

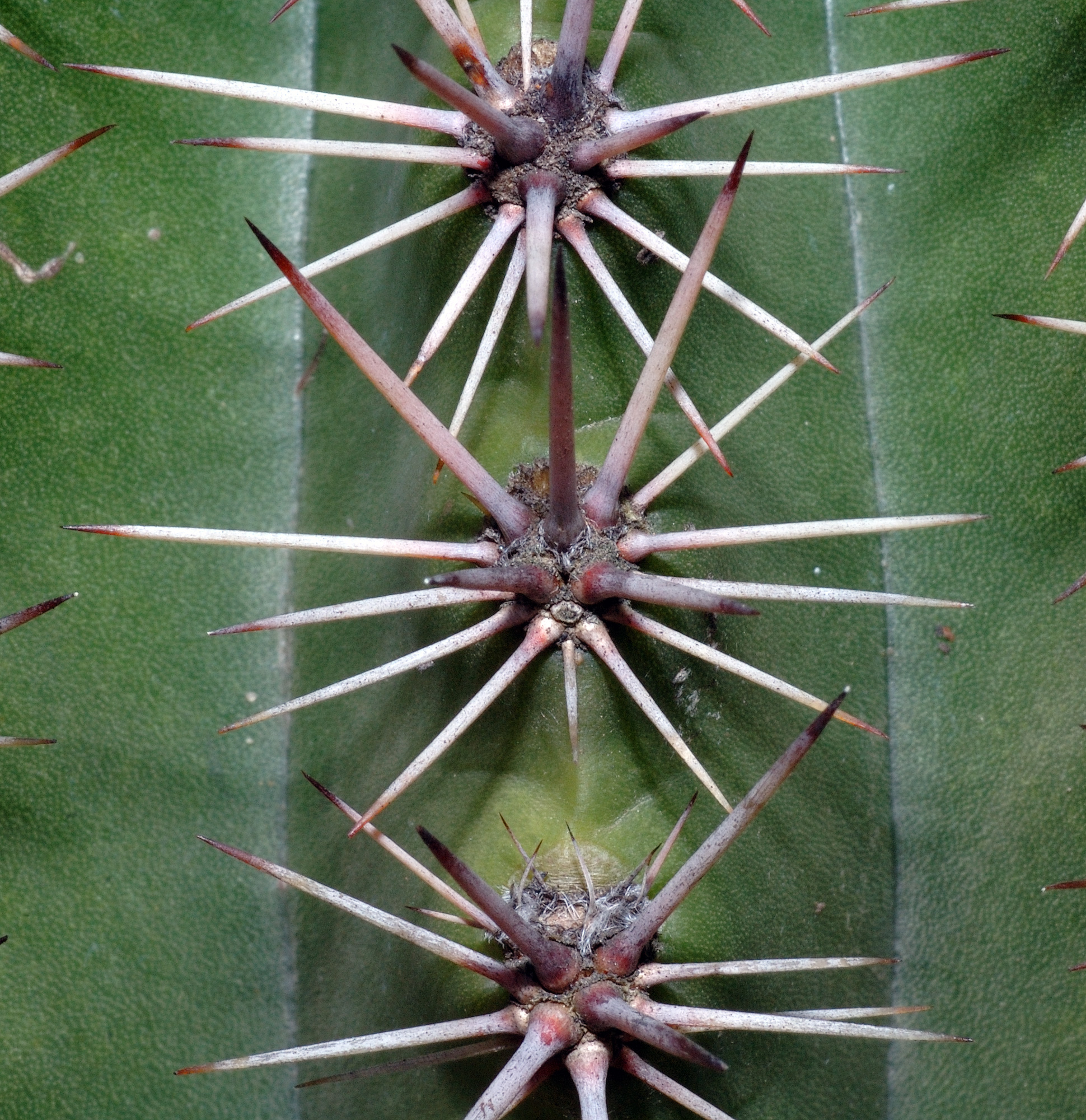
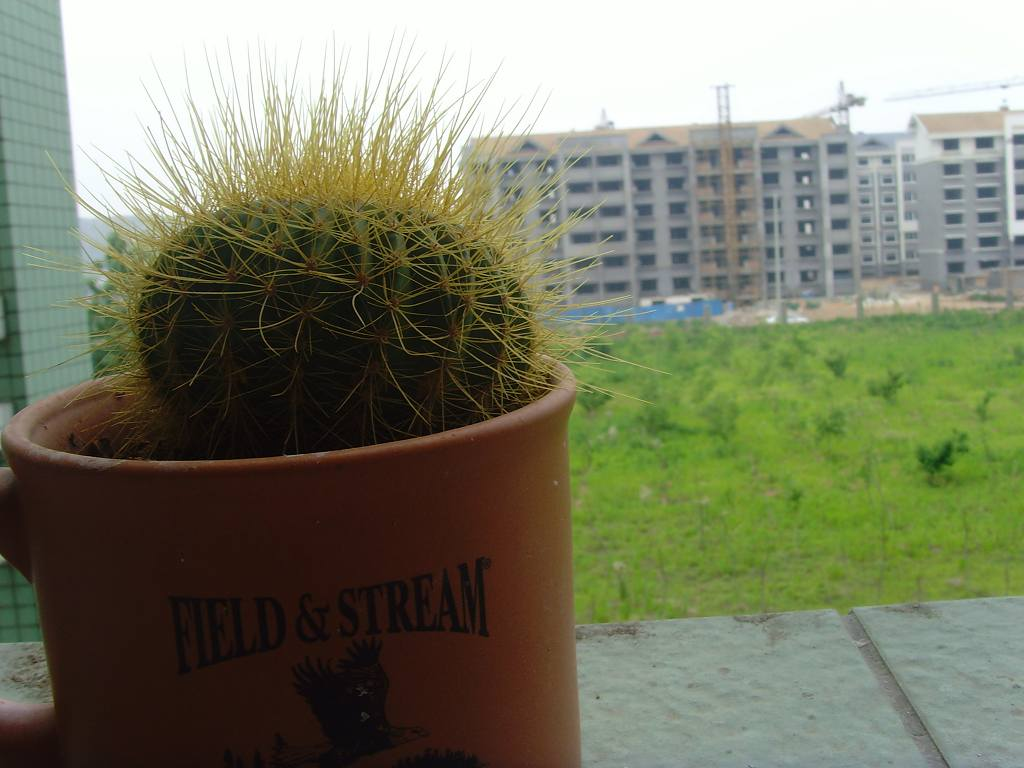
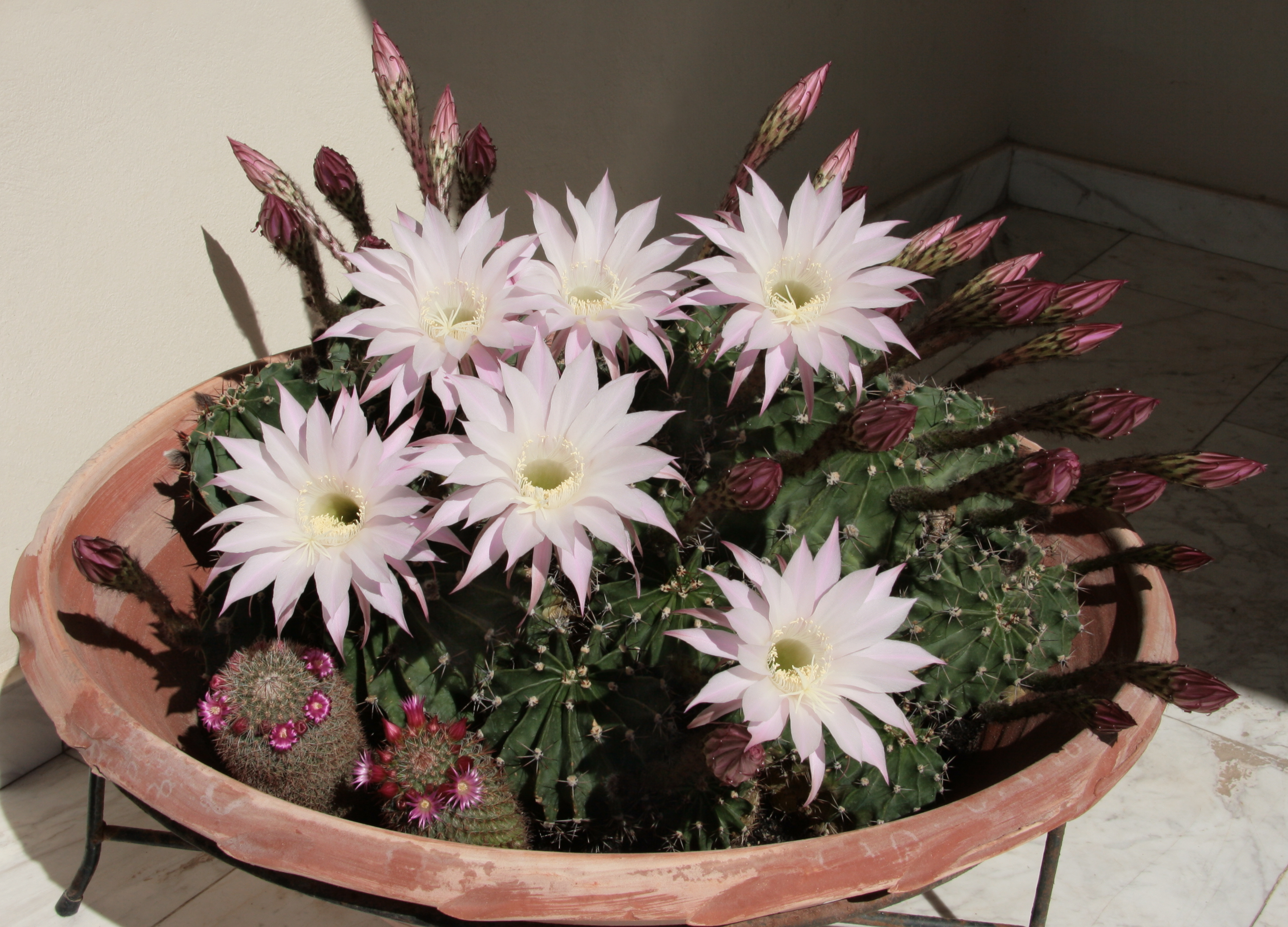
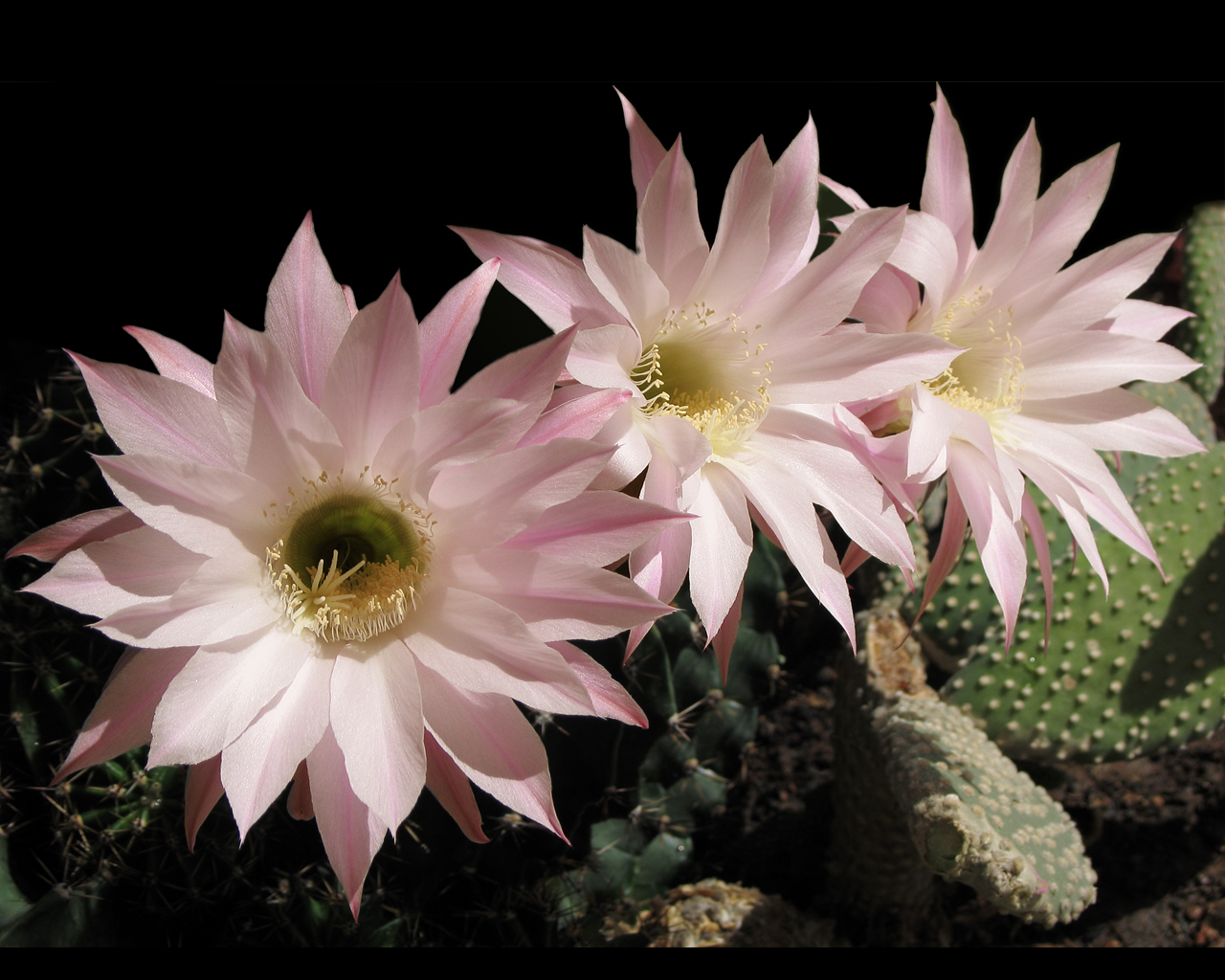